# Euclidia obsoleta
Euclidia obsoleta là một loài bướm đêm trong họ Erebidae.